# Camponotus berthoudi
Camponotus berthoudi är en myrart som beskrevs av Auguste-Henri Forel 1879. Camponotus berthoudi ingår i släktet hästmyror, och familjen myror. Inga underarter finns listade.